# Pression statique

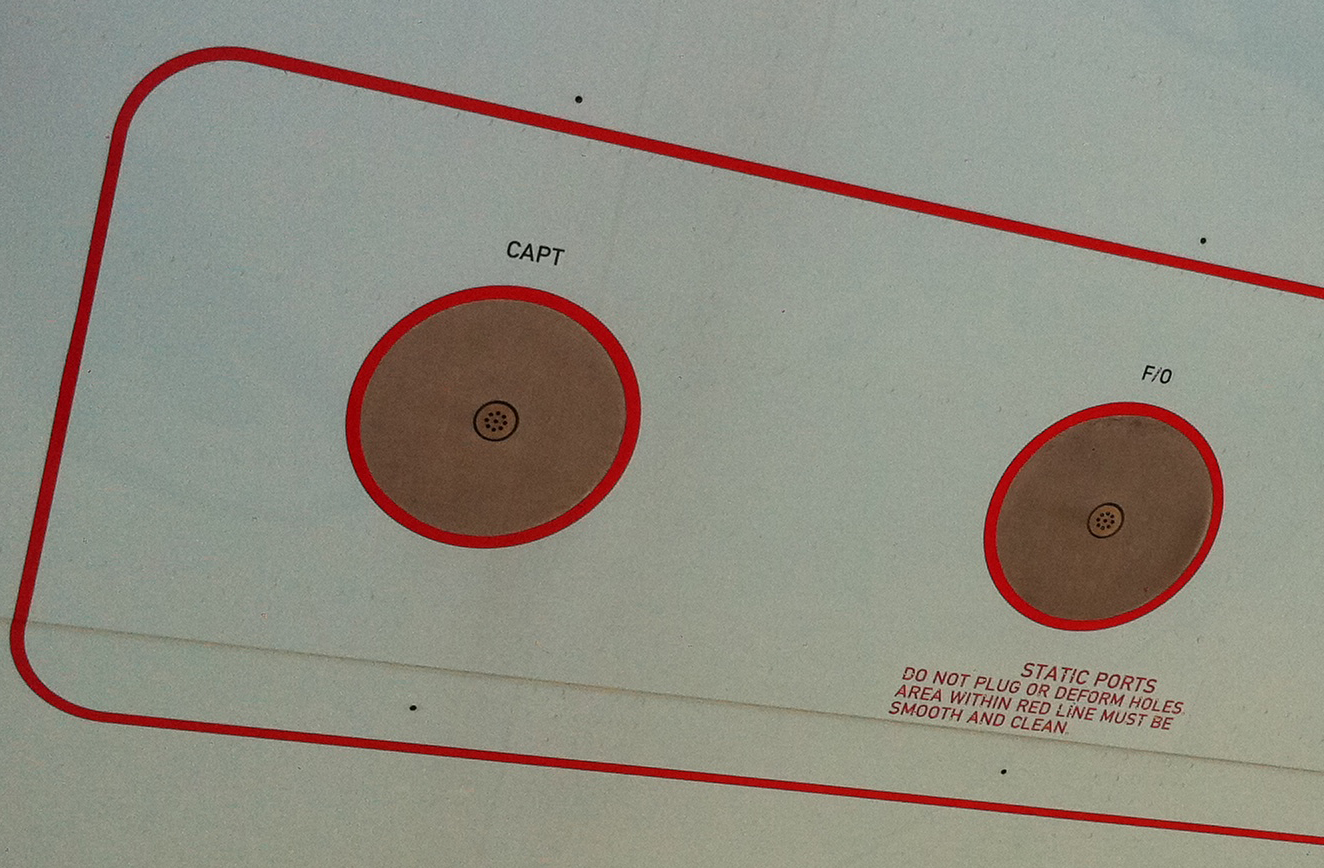
Prises de pression statique sur un Airbus A330.

La pression statique, dans un fluide en mouvement, est la pression que mesure un capteur qui se déplace à la même vitesse que le fluide. Il s'agit de la pression thermodynamique, c.-à-d. la mesure du déplacement purement aléatoire des molécules du fluide. C'est de cette pression statique que découlent les propriétés de densité du fluide pour une température donnée, et vice versa (voir loi des gaz parfaits). La pression statique ne doit pas être confondue avec la pression dynamique exercée sur un objet par un fluide en mouvement et qui est due au mouvement de ce fluide autour de cet objet. Dans un avion, la pression statique est mesurée à partir de prises statiques. Elles sont situées sur le côté du fuselage en des endroits particuliers (voir Tube de Pitot). Le système statique d'un avion lui sert à calculer son altitude, sa vitesse et son taux de montée ou de descente. Ce système est donc nécessaire à la sécurité du vol.
La pression statique est la pression prise en compte dans le théorème de Bernoulli.
En ingénierie, à chaque fois qu'il est fait référence à une pression sans plus amples précisions, cette pression est toujours la pression statique.
Dans l'atmosphère, la pression atmosphérique est une pression statique.